# Liste der größten Flughäfen in Australien und Ozeanien

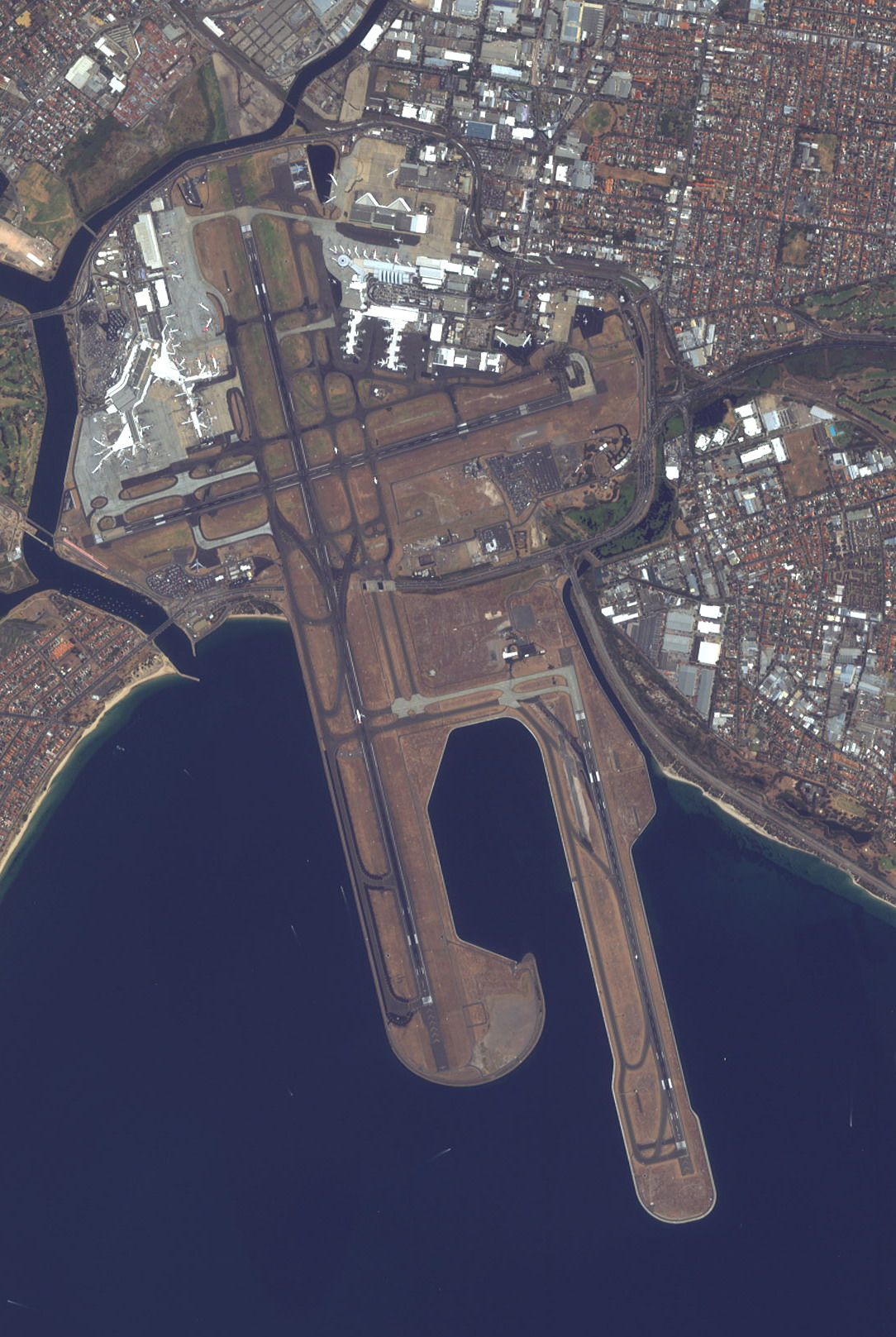
Kingsford Smith International Airport

Diese Liste der größten Flughäfen in Australien und Ozeanien führt alle Flughäfen in Australien und Ozeanien mit einem Passagieraufkommen von mehr als einer Million pro Kalenderjahr auf. Zu den australisch-ozeanischen Flughäfen zählen alle Flughäfen, die geografisch in Australien oder Ozeanien liegen. Solche die in Außengebieten anderer Staaten liegen sind kursiv geschrieben.
Daten werden von der internationalen Vereinigung der Verkehrsflughäfen Airports Council International erhoben.

## Passagieraufkommen
| Rang | Flughafen                                | Stadt/Ort    | Land               | Passagiere | Jahr      |
| ---- | ---------------------------------------- | ------------ | ------------------ | ---------- | --------- |
| 01.  | Kingsford Smith International Airport    | Sydney       | Australien         | 42.600.000 | (2016/17) |
| 02.  | Melbourne Airport                        | Melbourne    | Australien         | 43.787.000 | (2016/17) |
| 03.  | Brisbane Airport                         | Brisbane     | Australien         | 22.653.000 | (2016/17) |
| 04.  | Auckland International Airport           | Auckland     | Neuseeland         | 19.020.573 | (2016/17) |
| 05.  | Flughafen Perth                          | Perth        | Australien         | 12.453.000 | (2016/17) |
| 06.  | Daniel K. Inouye International Airport   | Honolulu     | Vereinigte Staaten | 9.463.000  | (2016)    |
| 07.  | Adelaide Airport                         | Adelaide     | Australien         | 8.090.000  | (2016/17) |
| 08.  | Christchurch International Airport       | Christchurch | Neuseeland         | 6.566.598  | (2016/17) |
| 09.  | Gold Coast Airport                       | Gold Coast   | Australien         | 6.457.000  | (2016/17) |
| 10.  | Wellington International Airport         | Wellington   | Neuseeland         | 6.049.194  | (2016/17) |
| 11.  | Cairns Airport                           | Cairns       | Australien         | 4.898.000  | (2016/17) |
| 12.  | Antonio B. Won Pat International Airport | Guam         | Vereinigte Staaten | 3.700.000  | (2015/16) |
| 13.  | Kahului Airport                          | Maui         | Vereinigte Staaten | 3.019.338  | (2016)    |
| 14.  | Canberra Airport                         | Canberra     | Australien         | 2.995.000  | (2016/17) |
| 15.  | Hobart International Airport             | Hobart       | Australien         | 2.441.000  | (2016/17) |
| 16.  | Darwin International Airport             | Darwin       | Australien         | 2.093.000  | (2016/17) |
| 17.  | Queenstown International Airport         | Queenstown   | Neuseeland         | 1.892.443  | (2016/17) |
| 18.  | Nadi International Airport               | Nadi         | Fidschi            | 1.650.000  | (2016)    |
| 19.  | Kona International Airport at Keahole    | Kailua-Kona  | Vereinigte Staaten | 1.403.559  | (2016)    |
| 20.  | Lihue Airport                            | Kauai        | Vereinigte Staaten | 1.315.141  | (2016)    |
| 21.  | Fa’a’ā International Airport             | Tahiti       | Frankreich         | 1.243.631  | (2016)    |
| 22.  | Nelson Airport                           | Nelson       | Neuseeland         | 1.000.373  | (2016/17) |